# Popowia pisocarpa
Bô bốt hạt đậu hay bồ bốt hạt đậu (danh pháp khoa học: Popowia pisocarpa) là loài thực vật có hoa thuộc họ Na. Loài này được Carl Ludwig Blume công bố mô tả khoa học hợp lệ đầu tiên năm 1830 dưới danh pháp Bocagea pisocarpa, dựa trên mô tả của chính ông năm 1825 dưới danh pháp Guatteria pisocarpa. Năm 1839 Stephan Ladislaus Endlicher chuyển nó sang chi Popowia, Năm 1842 Guilielmo Gerardo Walpers công bố danh pháp này tại trang 74 Quyển 1 sách Repertorium Botanices Systematicae của ông., Nó là loài điển hình của chi Popowia.

## Phân bố
Loài này có tại Borneo, Java, Malaysia bán đảo, Myanmar, Philippines, Sulawesi, Sumatra, Thái Lan và Việt Nam.